# Sesnendi
Sesnendies una localidad asturiana del concejo de Mieres, en la parroquia de Turón. Dista 8,2 kilómetros de la capital del municipio, Mieres del Camino.

## Etimología
Es uno de los muchos topónimos asturianos acabados en -ndi, que indica pertenencia. Sesnendi significa "[la villa] de Sisenando".